# Llengua yana
La llengua yana (també yahi) és una llengua aïllada extinta alguna vegada parlada a la zona centre-nord de Califòrnia entre els rius Feather i Pit en el que avui són els comtat de Shasta i Tehama, per l'ètnia yana.
Els noms yana i yahi són derivats de paraules yana (en 2 dialectes) i signifiquen "gent".

## Aspectes històrics, socials i culturals

### Història de la llengua
L'idioma estava en perill d'extinció des de finals del segle xix. En 1916 va morir el seu últim parlant, Ishi que parlava la variant yahi i que havia viscut diversos anys en aïllament complet fins que va ser capturat pel xèrif local d'Oroville (Califòrnia). A partir d'aquest moment se li va traslladar al museu d'antropologia de la Universitat de Califòrnia en San Francisco on Alfred L. Kroeber, Edward Sapir i altres van tenir ocasió d'estudiar aquesta llengua prèviament no documentada. Després dels treballs de Kroeber i Sapir, la llengua yana va quedar ben documentada (majorment per Edward Sapir) comparat a altres llengües extintes americanes.

### Variacions regionals
Hi ha quatre dialectes yana coneguts: 
- Yana del nord
- Yana central
- dialectes surenys
- Yana del sud
- Yahi

## Descripció lingüística

### Relacions genètiques
La llengua yana és molt sovint associat amb la hipotètica branca d'idiomes hoka. Sapir va suggerir una agrupació de l'idioma yana dins de la subfamília d'idiomes Hoka del nord amb les llengües Karuk, Chimariko, Shasta, Palaihnihanes, i Pomo.

### Gramàtica
El yahi hauria estat una llengua polisintètica. En el nom i en el verb es distingeixen dues formes segons el gènere gramatical (masculí i femení). En alguns casos el yahi sembla derivar el masculí del femení afegint el sufix -na, una situació que recorda parcialment al marcatge invers del nombre gramatical. Alguns exemples de la distinció entre masculí i femení són:
| Masculí  | Femení    | GLOSSA       |
| -------- | --------- | ------------ |
| diwai-ja | diwai-tch | 'Míra'm'     |
| t'en'na  | t'et      | 'os grizzly' |
| yana     | yah       | 'persona'    |